# Typhlodromips jucara
Typhlodromips jucara är en spindeldjursart som beskrevs av Gondim Jr. och Moraes 200. Typhlodromips jucara ingår i släktet Typhlodromips och familjen Phytoseiidae. Inga underarter finns listade i Catalogue of Life.